# ولوو سی۳۰

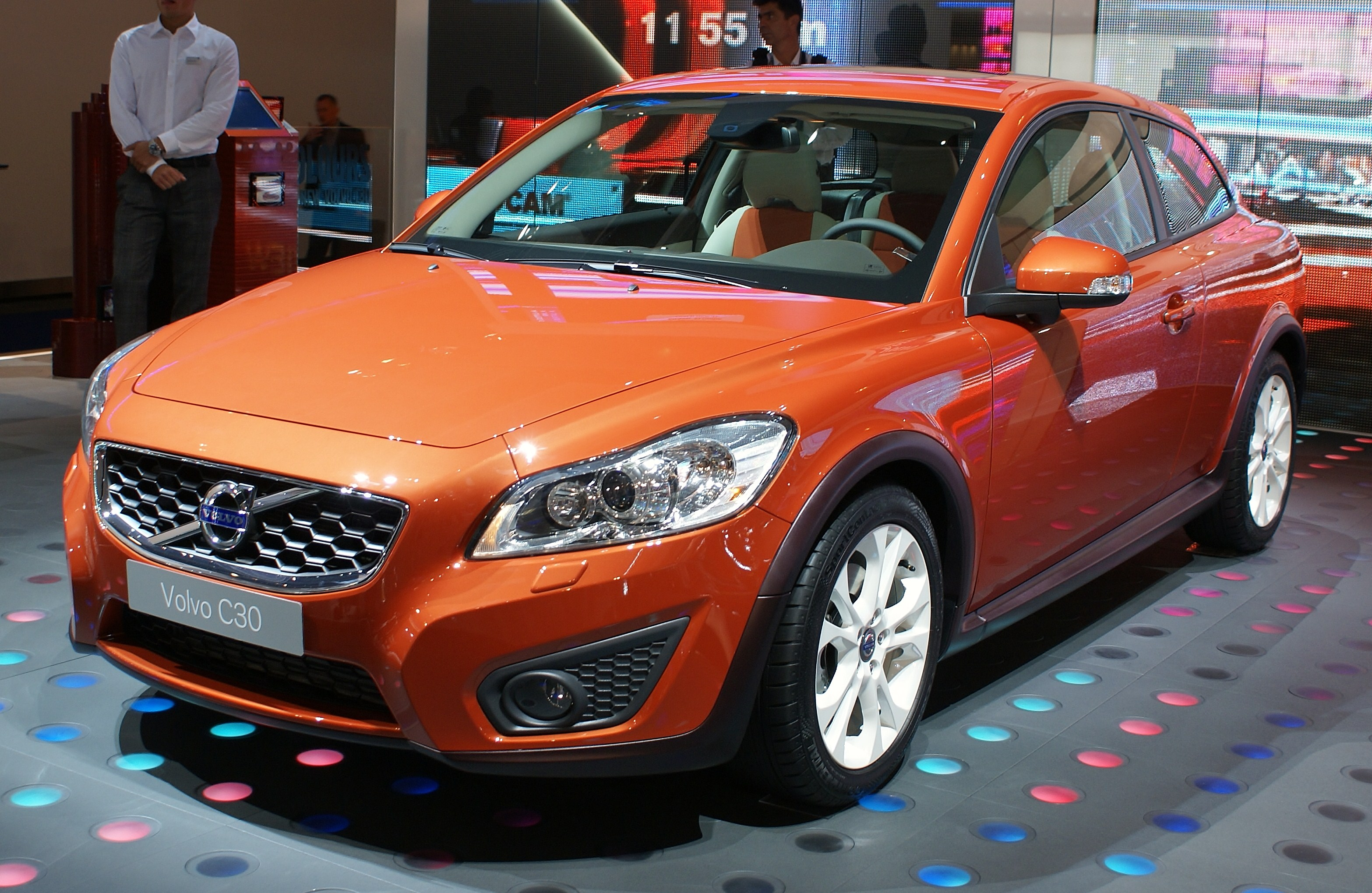

ولوو سی۳۰ (Volvo C۳۰) خودرویی است که از سال ۲۰۰۶ تاکنون توسط شرکت ولوو تولید شده‌است.
این خودرو در کلاس خودرو کامپکت قرار گرفته و طراحی آن خودروهای موتور جلو-محور جلو بوده طول آن در حالت طبیعی  است. سیستم جعبه‌دندهٔ آن ۶ دنده به دو صورت خودکار و دستی است.